# 香港國際主題樂園有限公司
香港國際主題樂園有限公司（英語：Hongkong International Theme Parks Limited，縮寫：HKITP）是一間由香港特別行政區政府及華特迪士尼公司擁有的公司，於1999年創立。香港國際主題樂園有限公司擁有及負責營運位於香港大嶼山的香港迪士尼樂園度假區。
香港政府擁有52%的股權，而迪士尼則擁有48%的股權。

## 合夥經營
港府初期將擁有香港國際主題樂園有限公司57%的股權，而迪士尼佔43%；公司股本總值57億港元，當中港府會注資32.5億港元，迪士尼注資24.5億港元。雙方將來都可以出售該公司的股票，但迪士尼最少需要持有19億港元的股份，政府則不受最低持股要求規限。股份轉換限制於公園啟用五年後開始，轉換上限每年增加5%。為避免過份影響其他持股人的股份值，任何一年的最高轉換額不得高於10%。
香港迪士尼樂園度假區的興建費用於1999年估計為141億港元。港府向香港國際主題樂園有限公司提供56億港元的貸款，分25年連同利息攤還。該公司另外透過商業借款籌收資金23億港元。
港府的總投資額是22.45億港元，其中包括上述32.5億港元的注資，相等於股權的 57.02%。同時港府將額外獲得40億港元的附屬股權，代替香港迪士尼樂園的地價。由於竹篙灣當時尚未開發，港府須投資136億港元進行主要基建工程，包括建造聯外道路、兩個公眾碼頭、公共交通轉駁處、港鐵迪士尼綫、警崗、消防局暨救護站、渠務和排污設施，以及平整一塊面積有300公頃的土地。
港府沒有向迪士尼提供免費土地或現金補貼，香港迪士尼樂園度假區第一期用地的地契年期為50年，繼有50年的續約權。香港國際主題樂園有限公司可以選擇在啟用後的20年之內，以28億港元（1999年地價市值）買入預留的第二期發展用地，換言之迪士尼擁有該土地的優先發展權。

## 2009年擴建協議
2009年7月10日香港特別行政區政府與華特迪士尼公司獲得香港立法會通過香港迪士尼樂園度假區擴建計劃的財務安排，興建「反斗奇兵大本營」、「灰熊山谷」和「迷離莊園」三個主題區。華特迪士尼公司投資約62.5億港元，包括注資及將其貸款轉換為股份，而特區政府亦會把相若的貸款轉換為股份。香港特別行政區政府將持有52%的股權，繼續成為度假區的大股東，而華特迪士尼公司將持有48%的股權。

## 2017年擴建協議
香港迪士尼樂園在2016年公布109億元擴建計劃，計劃增建《魔雪奇緣》主題新園區及新元素睡公主城堡等；立會財委會最快2017年4月1日討論有關撥款安排。按華特迪士尼與港府股本比例，持股53％的港府本應承擔58億元的擴建開支，而迪士尼則承擔51億元；但據最近的立法會財委會文件顯示，為爭取盡快推出新娛樂項目和設施，華特迪士尼願意與港府「對分」，即各自承擔54.5億元的擴建開支。華特迪士尼增加注資後，港府與迪士尼的股本比例會變更為52︰48，港府仍然是大股東。另外，華特迪士尼亦同意，豁免收取由港府及華特迪士尼共同持有的「香港國際主題樂園有限公司」2018及2019兩個財政年度的可變動管理費。2017年5月2日，撥款在立法會財委會最後在三十票贊成，二十四票反對下順利通過。其中建制派議員田北辰投下反對票，而新民黨以及獨立議員謝偉俊等均不在席。